# Mazda Lantis
Mazda Lantis var en bilmodel fra Mazda. Modellen blev i Europa solgt som Mazda 323F.
Modellen var bygget på samme platform som Mazda 323 og havde som standardudstyr el-justerbare sidespejle, servostyring, centrallåsesystem og el-ruder.
Motorprogrammet omfattede 4-cylindrede benzinmotorer på 1,5 og 1,8 liter med 88 hhv. 114 hk og en 6-cylindret benzinmotor på 2,0 liter med 144 hk.

## Tekniske specifikationer
| Model | Cylindre | Ventiler | Slagvolume cm³ | Max. effekt kW (hk) / omdr. | Max. drejningsmoment Nm / omdr. | 0-100 km/t sek. | Topfart km/t |
| ----- | -------- | -------- | -------------- | --------------------------- | ------------------------------- | --------------- | ------------ |
| 1.5   | 4        | 16       | 1489           | 65 (88) / 5500              | 132 / 4000                      | 11,9            | 175          |
| 1.8   | 4        | 16       | 1840           | 84 (114) / 6000             | 157 / 4000                      | 10,0            | 191          |
| 2.0   | 6        | 24       | 1995           | 106 (144) / 6000            | 180 / 4000                      | 9,4             | 208          |